# Megaselia marina
Megaselia marina är en tvåvingeart som beskrevs av Schmitz 1937. Megaselia marina ingår i släktet Megaselia och familjen puckelflugor. Inga underarter finns listade i Catalogue of Life.